# Mu1 Scorpii
Pour les articles homonymes, voir Mu Scorpii.
Désignations
Mu1 Scorpii (μ1 Scorpii / μ1 Sco), formellement nommée Xamidimura, est une étoile binaire de la constellation du Scorpion.
Elle porte également le nom traditionnel de Denebakrab A[réf. nécessaire].
μ1 Scorpii est une binaire à éclipses de type Beta Lyrae. Les deux composantes sont des étoiles bleu-blanc de la séquence principale, la seconde étant plus froide que la primaire. En raison de l'occultation de la primaire par la compagne, la magnitude apparente du système varie entre +2,80 et +3,08 pendant le parcours de la binaire sur son orbite, dont la période de révolution est de 1,440 2 jour soit 34 heures et 42,6 minutes. Le système est à environ 820 années-lumière de la Terre.